# Mitsubishi Typ 73
Der Typ 73 (japanisch 73式装甲車 nana-san-shiki-soukou-sya, deutsch ‚gepanzerter Truppentransporter Typ 73‘) ist ein Transportpanzer der japanischen Bodenselbstverteidigungsstreitkräfte.

## Beschreibung
In den späten 1960er-Jahren wurde seitens der japanischen Bodenselbstverteidigungsstreitkräfte ein Nachfolger für den veralteten Truppentransporter Typ 60 gesucht. Es folgte eine Ausschreibung. Der Typ 73 von Mitsubishi konnte sich schließlich gegen seine Mitbewerber durchsetzen. Im Jahr 1973 wurde die Serienproduktion aufgenommen und es wurden 225 Panzer für die japanischen Streitkräfte gefertigt, die die einzigen Nutzer des Fahrzeugs sind bzw. waren.
Die Bewaffnung besteht aus einem schweren 12,7-mm-Maschinengewehr vom Typ Browning M2 und einem 7,62-mm-Maschinengewehr. Zudem gibt es eine Nachtsichtausstattung und ABC-Schutz. Nur eine geringe Zahl modifizierter Fahrzeuge ist schwimmfähig.
Der Nachfolger des Typ 73 ist der Schützenpanzer Mitsubishi Typ 89, der mit einer 35-mm-Maschinenkanone von Oerlikon Contraves ausgestattet ist und heutigen Anforderungen besser gerecht wird. Verbliebene Exemplare des Typ 73 in der japanischen Armee dienen als Artilleriezugmaschinen.